# Mohamed Haddouche
Mohamed Haddouche (Sidi Bel Abbès, 19 agosto 1984) è uno scacchista algerino.
Ha ottenuto il titolo di Grande Maestro nel 2014.

## Principali risultati
Otto volte vincitore del campionato algerino (2005, 2009, 2011, 2012, 2013, 2014, 2015 e 2017).
Con la nazionale algerina ha partecipato a cinque olimpiadi degli scacchi dal 2006 al 2014, ottenendo complessivamente il 55,9% dei punti.
Ha vinto una medaglia d'oro individuale nei Giochi panafricani del 2003 ad Abuja  e un secondo oro ad Algeri nel 2007 . Ha vinto la medaglia d'oro individuale anche nei Giochi panarabi del 2011 a Doha.
Ha partecipato alla Coppa del Mondo del 2017, venendo eliminato nel primo turno da Ding Liren.
Nel 2018 ha vinto a Sharjah il campionato arabo individuale.
Ha ottenuto il suo più alto rating FIDE in marzo 2015, con 2529 punti Elo.